# Muhammet Akyıldız
Muhammet Akyıldız (* 1. September 1995 in Elazığ) ist ein türkischer Fußballspieler.

## Spielerkarriere
Akyıldız begann ab dem Spätsommer 2005 für die Nachwuchsabteilung des osttürkischen Vereins Elazığspor, dem bekanntesten Sportverein seiner Heimatstadt Elazığ, zu spielen. Im Frühjahr 2014 erhielt er auf Direktive vom Cheftrainer Okan Buruk einen Profivertrag und wurde mit Mitspielern wie Erol Alkan und Ömer Yıldız in den Profikader aufgenommen. Sein Debüt für diese Mannschaft gab er am 13. Februar 2014 in der Pokalbegegnung gegen Tokatspor. Bis zum Saisonende absolvierte er noch eine Erstligapartie. Neben seiner Tätigkeit spielte er auch weiterhin für die Reservemannschaft seines Vereins.
Für die Rückrunde der Saison 2014/15 wurde er an den Ankara Şekerspor und für die Saison 2015/16 an Dersimspor ausgeliehen. Der Leihvertrag mit Dersimspor wurde bereits im Januar 2016 wieder aufgelöst und Akyıldız deswegen für den Rest der Spielzeit an Kırıkhanspor und für die Rückrunde der Saison 2016/17 und für die gesamte Saison 2017/18 an den Viertligisten Elaziz Belediyespor.